# Circolo Nautico Posillipo 2021-2022
Il Circolo Nautico Posillipo nella stagione 2021/22 partecipa al massimo campionato di Pallanuoto Maschile.
Gioca le sue partite interne alla Piscina Felice Scandone di Napoli, ma dal 15 ottobre a causa di lavori al suddetto impianto è costretto a giocare le partite casalinghe nella piscina di Santa Maria Capua Vetere.

## Rosa 2021-2022
| N° |                   | Ruolo | Giocatore              |
| -- | ----------------- | ----- | ---------------------- |
|    | Italia (bandiera) | P     | Vittorio Pizzo         |
|    | Italia (bandiera) | P     | Roberto Spinelli       |
|    | Italia (bandiera) | P     | Lorenzo Carl Lindstrom |
|    | Italia (bandiera) | D     | Andrea Maria Scalzone  |
|    | Italia (bandiera) | D     | Antonio Picca          |
|    | Italia (bandiera) | D     | Manuel Lanfranco       |
|    | Italia (bandiera) | D     | Agostino Somma         |
|    | Italia (bandiera) | A     | Domenico Iodice        |
|    | Italia (bandiera) | A     | Lorenzo Briganti       |

| N° |                        | Ruolo | Giocatore                 |
| -- | ---------------------- | ----- | ------------------------- |
|    | Stati Uniti (bandiera) | A     | Tyler Abramson            |
|    | Serbia (bandiera)      | A     | Nikola Radonjic           |
|    | Italia (bandiera)      | A     | Massimo Di Martire        |
|    | Italia (bandiera)      | A     | Matteo De Florio La Rocca |
|    | Italia (bandiera)      | CB    | Julien Lanfranco          |
|    | Italia (bandiera)      | CB    | Emiliano Aiello           |
|    | Italia (bandiera)      | CB    | Marcello Calì             |
|    | Italia (bandiera)      | CB    | Ernesto Maria Serino      |
|    | Italia (bandiera)      | CV    | Marco Napolitano          |
|    | Italia (bandiera)      | CV    | Paride Saccoia            |

### Staff tecnico
- Allenatore: Roberto Brancaccio
- Medico Sociale: Guglielmo Lanni
- Preparatore Atletico: Alessandro Fusco
- Fisioterapista: Silvio Ausiello

## Mercato
| Acquisti | Acquisti         | Acquisti          | Acquisti |
| R.       | Nome             | da                |          |
| -------- | ---------------- | ----------------- | -------- |
| D        | Manuel Lanfranco | Acquachiara       |          |
| A        | Lorenzo Briganti | Acquachiara       |          |
| A        | Maros Tkac       | Canottieri Napoli |          |
| A        | Nikola Radonjic  | PAOK              |          |
| CB       | Emiliano Aiello  | Acquachiara       |          |
| CB       | Marcello Calì    | Basilicata 2000   |          |

| Cessioni | Cessioni             | Cessioni      | Cessioni |
| R.       | Nome                 | a             |          |
| -------- | -------------------- | ------------- | -------- |
| A        | Giampiero Di Martire | fine rapporto |          |
| P        | Andrea Lamoglia      | fine rapporto |          |
| D        | Zeno Bertoli         | Pro Recco     |          |
| A        | Jacopo Parrella      | fine rapporto |          |
| A        | Pierpaolo Parrella   | fine rapporto |          |
| CV       | Giuliano Mattiello   | Metanopoli    |          |
| CB       | Fabio Baraldi        | fine carriera |          |